# Freddie Norwood
Freddie Norwood (* 14. Februar 1970 in St. Louis, USA) ist ein ehemaliger US-amerikanischer Boxer im Federgewicht. Er wurde von Kenny Adams trainiert.

## Profi
Er war ungeschlagen, als er am 3. April 1998 mit einem einstimmigen Punktsieg gegen Antonio Cermeño den vakanten WBA-Weltmeistergürtel eroberte. Bereits zwei Monate später verteidigte er den Titel gegen Luis Mendoza.
Ende Mai 1999 errang er diesen inzwischen vakanten gewordenen Gürtel noch einmal, als er abermals Cermeno nach Punkten bezwang. Im September des darauffolgenden Jahres verlor er den Titel an Derrick Gainer durch technischen K.o. Im Jahre 2011 beendete er seine Karriere.